# بقدونس بري ياباني
البقدونس البري الياباني ويسمى باليابانية ميتسوبا (ミツバ) و(بالإنجليزية: Mitsuba)‏ نوع نبات عطري يتبع الفصيلة الخيمية ويسمى (باللاتينية: Cryptotaenia japonica). يستعمل في المطبخ الياباني مثل البقدونس.
موطن النبات الأصلي هو شرق آسيا وأمريكا الشمالية. هو أحد نوعين في جنس (باللاتينية: Cryptotaenia). النبات عشبي ينمو في المناطق الرطبة والمظللة. يستعمل في السلطات بفضل طعمه المنعش والمر قليلاً.